# 伊藤学 (プロデューサー)
伊藤 学（いとう まなぶ、男性、1986年4月21日 - ）は、日本のテレビプロデューサー、映画プロデューサー。KADOKAWA映像事業局映像企画制作部所属。

## 経歴
長野県松本市出身。松本深志高等学校を経て、上智大学総合人間科学部心理学科に進学。入学後は映画研究会に所属し、映画監督を目指し自主映画制作に励む。映画研究会の同学年にフォトグラファーの花房遼、後輩に映画監督の山戸結希がいる。
在学中に専門学校東京ビジュアルアーツ夜間部にて映像制作を学び、卒業後はニューシネマワークショップに所属。並行して映画・ドラマのメイキングカメラマンや助監督として撮影現場を経験する。
その後、将来像を映画監督からプロデューサーへ方針変更し、いくつかの制作会社を経て2020年に角川大映スタジオへ入社。同社にて制作された映画『東京リベンジャーズ』『そして、バトンは渡された』、ドラマ『消えた初恋』などに携わる。
2022年、BS松竹東急開局記念特別企画スペシャルドラマ『夜のあぐら 〜姉と弟と私〜』を企画制作し話題となる。同年、スタジオからKADOKAWA本社に異動となる。
2023年、NHK土曜ドラマ『デフ・ヴォイス 法廷の手話通訳士』を制作統括として企画制作する。長年準備を進めていた初めてのドラマ企画であり、放送後に大きな反響を呼んだ。同作は東京ドラマアウォード2024にて作品賞単発ドラマ部門グランプリと主演・草彅剛の最優秀主演男優賞の二冠を獲得。更に、Asian Academy Creative Awards（英語版）2024にてBest Single Drama/Telemovie/Anthology Episode 最優秀賞を獲得するなど国内外で高く評価され大きな話題となる。
2024年、BS松竹東急土曜ドラマ『アイドル失格』を企画制作。同作では脚本（4〜5話）も執筆。NMB48の安部若菜原作のドラマはファンを中心に話題となった。

## 作品歴

### テレビドラマ
- クロスロード（2016年）ラインプロデューサー
- 五年目のひとり（2016年）ラインプロデューサー
- クロスロード〜声なきに聞き形なきに見よ〜（2017年）ラインプロデューサー
- クロスロード3 群衆の正義（2018年）ラインプロデューサー
- 消えた初恋（2021年）プロデューサー
- 夜のあぐら 〜姉と弟と私〜（2022年）企画/プロデューサー
- デフ・ヴォイス 法廷の手話通訳士（2023年） 企画/制作統括
- アイドル失格（2024年） 企画/プロデューサー/脚本

### 映画
- ポプラの秋（2015年）編集/アシスタントプロデューサー
- 東京リベンジャーズ（2021年） プロデューサー補
- そして、バトンは渡された（2021年） ラインプロデューサー